# 송광훈
송광훈(1962년 8월 9일 ~, 일본명: 다케다 미쓰쿠니, 竹田光訓)은 삼성 라이온즈에서 뛰었던 재일교포 야구 선수다. 메이지대학교를 졸업했다.
한편, 1986년 시즌 후 김일융이 일본 다이요로 이적할 당시 다이요가 본인(송광훈)을 무상으로 줄 계획이었으나  불발됐다.
이후, 1989년 6월 17일 연봉 3천 2000만원에 삼성과 입단 계약을 맺었으나 쓸모없는 투수로 밝혀져 1990년 시즌 뒤 일본으로 돌아갔으며 본인(송광훈)이 일본에서 몸담은 팀이었던 다이요는 1968년 여름 고시엔 대회 1회전에서 탈락하여 중앙무대에 알려지지 않았지만 오래 전부터 '초고교급' 투수로 각광받은 재일동포 장명부 스카우트 물망에 오르기도 했다.

## 등번호
- 27 (1985~1988, 1991)
- 21 (1989~1990)

## 같이 보기
- 1989년 삼성 라이온즈 시즌
- 1990년 삼성 라이온즈 시즌